# Velika nagrada Tripolija 1938
Velika nagrada Tripolija 1938 je bila četrta neprvenstvena dirka za Veliko nagrado v sezoni 1938. Odvijala se je 15. maja 1938 v italijanskem mestu Tripoli, danes Libija. Dirko sta zaznamovali dve smrtni nesreči, ki sta bili v veliki meri posledica dejstva, da so organizatorji zaradi majhnega števila prijav dirkalnikov tipa Grand Prix, na dirko uvrstili tudi dirkalnike šibkejšega tipa Voiturette. Zmagal je Hermann Lang, drugo mesto je osvojil Manfred von Brauchitsch, tretje pa Rudolf Caracciola, vsi Mercedes-Benz.

## Poročilo

### Pred dirko
Za dirko je vladalo veliko zanimanja, saj si bili vsi novi 3,0 L dirkalniki, razen dirkalnikov Auto Uniona, pripravljeni za svoj prvi preizkus na dirki. Toda dirkačev s takšnimi dirkalniki se je prijavilo le trinajst, tako da je štartno vrsto zapolnilo še sedemnajst večinoma italijanskih dirkačev z dirkalniki šibkejšega razreda Voiturette, ki so imeli 1,5 L motorje. Tako je bilo na dirki trideset dirkalnikov, kolikor jih je bilo potrebno zaradi loterije. 
Novi Auto Unionovi dirkalniki še niso bili pripravljeni, je pa Maserati predstavil svoje nove dirkalnike 8CTF, s katerimi sta dirkala Carlo Felice Trossi in presenetljivo Achille Varzi, ki ni dirkal že od dirke za Velike nagrade Masaryka v sezoni 1937. Jean-Pierre Wimille je za Bugatti dirkal z istim dirkalnikom kot na dirki Grand Prix de Pau, Alfa Romeo pa je nastopila z enim 8-cilindričnim, tremi novimi 12-cilindričnimi dirkalniki in prvič s prototipom motorja 316 v šasiji Tipo C. 
Mercedes-Benz je želel nastopiti s štirimi dirkalniki, toda organizatorji dirke so jim dovolili le tri. Zavrnili so tudi možnost, da bi bil četrti dirkalnik prebarvan zeleno za Dicka Seamana. V moštvu so bili zelo besni, ko so izvedeli, da bo Raymond Sommer dirkal s četrtim dirkalnikom Alfe Romeo kot privatnik. 
Pred dirko je bilo tudi veliko govora o tveganju zaradi dirkanja dirkačev z dirkalniki tipov tako Grand Prix, kot tudi Voiturette, na isti dirki. Namreč to dirkališče je bilo eno najhitrejših na svetu, zato je razlika v moči motorjem med obema razredoma dirkalnikov še kako prišla do izraza, razlike v končnih hitrostih pa so bile tako velike, da bi lahko bile lahko vzrok za nevarne nesreče pri velikih hitrostih.

### Kvalifikacije
Mercedes-Benz je z novimi dirkalniki W154 dominiral, Hermann Lang je osvojil najboljši štartni položaj z le sedem sekund počasnejšim časom kot je bil lanski, drugo mesto je z zaostankom več kot treh sekund osvojil Manfred von Brauchitsch, tretji Rudolf Caracciola pa je za Langom zaostajal že več kot šest sekund, vsi Mercedes-Benz. Četrti najhitrejši je bil Clemente Biondetti s 16-cilindričnim motorjem, ki ga je dobil kot nagrado za zmago na dirki Mille Miglia, zaostajal pa je že skoraj deset sekund. Kljub dobrem času pa je se nov motor prekomerno pregreval, težave pa so bile tudi z dovodom olja. Zato je Biondetti na dirki nastopil z rezervnim dirkalnikom 308. Gianfranco Comotti je na kvalifikacijskem treningu uničil svoj motor, zato je prevzel dirkalnik Dreyfusa, ki je prevzel dirkalnik Schella, Američan je tako ostal brez dirkalnika. Franco Cortese je bil najhitrejši dirkač v razredu Voiturette. 

### Dirka
Štart dirke je bil načrtovan za tretjo uro, toda bil je prestavljen za pol ure, ker si je maršal Balbo ogledoval dirkalnik in govoril z dirkači. Na štartu je bil kar nekaj zmede, saj so šibkejši dirkalniki tipa Voiturette, ki so stali za močnejšimi dirkalniki tipa Grand Prix, štartali že pred znakom za začetek dirke, tako se je na primer Caracciola pred prvim ovinkom znašel za dvema šibkejšima dirkalnikoma. Po nekaj ovinkih je bil vrstni red v ospredju Lang, Giuseppe Farina, Caracciola, von Brauchitsch in Carlo Felice Trossi. Farina ni mogel slediti Langu, v vodstvo pa se je prebil von Brauchitsch, ki je bil na strategiji dveh postankov v boksih, med tem ko je Lang načrtoval le en postanek. Toda vodilni Nemec je moral kmalu zaradi težav z motorjem vodstvo ponovno prepustiti Langu. Nato je Langa napadal Trossi, ki je prevzel vodstvo in poskušal narediti razliko, za njim so bili Lang, Farina, Caracciola, von Brauchitsch, Biondetti, Comotti in René Dreyfus. 
Luigi Villoresi je bil prvi od dirkalnikov tipa Voiturette, toda kmalu ga je prehitel Franco Cortese. V sedmem krogu se je pripetila prva večja nesreča na dirki, ko je Eugenio Siena v slepem hitrem ovinku pred seboj nenadoma zagledal počasnejšega Corteseja. Siena je močno zaviral in izgubil nadzor nad dirkalnikom, ki je preskočil peščeno bankino in trčil v konja. Siena je na mestu umrl, Cortese pa je še naprej vodil v razredu Voiturette nezavedajoč se smrtne nesreče Siene tik za njim. Nova Maseratija sta hitro zašla v težave, Trossi je najprej upočasnil zaradi težav z motorjem, v petnajstem krogu pa odstopil zaradi okvare zadnje osi dirkalnika. Pred tem pa je v devetem krogu postavil najhitrejši krog dirke. Tudi Varzi v drugem Maseratiju je odstopil zaradi enake okvare. 
Tudi Cortese je kmalu za tem odstopil, tako da sta se za vodstvo v razredu Voiturette zdaj borila Giovanni Rocco in Piero Taruffi. V trinajstem krogu pa je prišlo do nove hude nesreče. László Hartmann je presekal ovinek in nazaj na stezo zapeljal tik pred Farino, pri visoki hitrosti trčila, se prevrnila in se tako ustavila sredi steze. Tako je med njima ostalo le malo prostora, da so se ju ostali dirkači lahko izognili. Caracciola se ju je komaj še ognil, Lang je ravno tam za krog prehiteval dirkača v razredu Voiturette, z zelo močnim zaviranjem se je Nemec komaj še pravočasno ustavil. Farina v nesreči ni utrpel hujših posledic, Hartmann pa si je zlomil hrbet in je umrl naslednjega dne v bolnišnici.
Veliko dirkačev se je otepalo težav s pregrevanjem motorja, saj je bila kombinacija zelo hitre steze, vročine in drobcev peska, ki jih je na stezo nosil veter, usodna za več dirkalnikov. Tudi Caracciola in von Brauchitsch sta imela podobne težave, slednji je moral zaradi tega celo opraviti tri postanke.  Tako je v vodstvu ostal Lang z edinim dirkalnikom tipa Grand Prix, ki ni imel nikakršnih težav z dirkalnikom. Na polovici dirke, ko je imel že tri minute prednosti, je opravil svoj edini postanek v boksih. Vodstvo je zadržal se do cilja, celo vse ostale dirkalnike je prehitel vsaj za krog in tako dosegel svojo drugo zmago na dirki za Veliko nagrado Tripolija. Tudi s težavami z motorjem sta bila ostala Mercedesova dirkalnika prehitra za ostale, tako sta von Brauchitsch in Caracciola zasedla drugo oziroma tretje mesto za trojno zmago nemškega moštva. Taruffi  je prehitel Rocca in zmagal v razredu Voiturette.

### Po dirki
Zaradi dveh smrtnih nesreč je bila tradicionalna zabava po dirki odpovedana. Organizatorji dirke so bili s strani dirkačev deležni velikih kritik zaradi odločitve o dirkanju dirkalnikov obeh razredov na isti dirki, saj praktično ni bilo dirkača, ki med dirko ne bi bil udeležen v vsaj en incident.

## Rezultati

### Dirka
Dirkalniki tipa Voiturette so označeni s poševnim tiskom.
| Poz | Št | Dirkač                  | Moštvo               | Dirkalnik           | Krogi | Čas/Odstop      | Št. m. |
| --- | -- | ----------------------- | -------------------- | ------------------- | ----- | --------------- | ------ |
| 1   | 46 | Hermann Lang            | Daimler-Benz AG      | Mercedes-Benz W154  | 40    | 2:33:17,14      | 1      |
| 2   | 44 | Manfred von Brauchitsch | Daimler-Benz AG      | Mercedes-Benz W154  | 40    | +4:38,50        | 2      |
| 3   | 26 | Rudolf Caracciola       | Daimler-Benz AG      | Mercedes-Benz W154  | 40    | +5:03,62        | 3      |
| 4   | 48 | Raymond Sommer          | Privatnik            | Alfa Romeo Tipo 312 | 40    | +13:35,68       | 8      |
| 5   | 54 | Piero Taruffi           | Privatnik            | Maserati 6CM        | 40    | +24:30,00       | 17     |
| 6   | 50 | Giovanni Rocco          | Officine A. Maserati | Maserati 6CM        | 40    | +24:38,49       | 20     |
| 7   | 60 | René Dreyfus            | Ecurie Bleue         | Delahaye 145        | 40    | +24:48,86       | 10     |
| 8   | 30 | Giovanni Lurani         | Scuderia Ambrosiana  | Maserati 4CM        | 40    | +30:20,00       | 18     |
| 24  | 15 | Ettore Bianco           | Scuderia Subauda     | Maserati 6CM        | 39    | +1 krog         | 15     |
| 10  | 8  | Raph                    | B de las Casas       | Maserati 6CM        | 38    | +2 kroga        | 25     |
| 11  | 6  | Armand Hug              | Privatnik            | Maserati 4CM        | 33    | +7 krogov       | 21     |
| Ods | 18 | Clemente Biondetti      | Alfa Corse           | Alfa Romeo Tipo 308 |       |                 | 4      |
| Ods | 40 | Gianfranco Comotti      | Ecurie Bleue         | Delahaye 145        | 36    | Pregrevanje     | 11     |
| Ods | 28 | Carlo Felice Trossi     | Officine A. Maserati | Maserati 8CTF       | 15    | Motor           | 6      |
| Ods | 14 | Giuseppe Farina         | Alfa Corse           | Alfa Romeo Tipo 312 | 13    | Trčenje         | 5      |
| Ods | 32 | László Hartmann         | Privatnik            | Maserati 4CM        | 13    | Smrtna nesreča  | 22     |
| Ods | 10 | Achille Varzi           | Officine A. Maserati | Maserati 8CTF       | 11    | Zadnja os       | 7      |
| Ods | 52 | Eugenio Siena           | Alfa Corse           | Alfa Romeo Tipo 312 | 7     | Smrtna nesreča  | 9      |
| Ods | 38 | Jean-Pierre Wimille     | Bugatti              | Bugatti T59/50B     |       |                 | 12     |
| Ods | 34 | Luigi Villoresi         | Scuderia Ambrosiana  | Maserati 6CM        |       |                 | 23     |
| Ods | 56 | Franco Cortese          | Scuderia Ambrosiana  | Maserati 6CM        |       |                 | 14     |
| Ods | 2  | Pietro Ghersi           | Scuderia Torino      | Maserati 6CM        |       |                 | 27     |
| Ods | 4  | Pino Baruffi            | Gruppo Volta         | Maserati 6CM        |       |                 | 26     |
| Ods | 16 | Manuel de Teffé         | Scuderia Ambrosiana  | Maserati 6CM        |       |                 | 19     |
| Ods | 20 | Enrico Platé            | Privatnik            | Maserati 4CM        |       |                 | 28     |
| Ods | 22 | Giovanni Battaglia      | Privatnik            | Maserati 6CM        |       |                 | 29     |
| Ods | 36 | Edoardo Teagno          | Scuderia Subauda     | Maserati 6CM        |       |                 | 24     |
| Ods | 42 | Fernando Righetti       | Scuderia Ambrosiana  | Maserati 6CM        |       |                 | 30     |
| Ods | 58 | Paul Pietsch            | Officine A. Maserati | Maserati 6CM        |       |                 | 16     |
| DNS | 12 | Laury Schell            | Ecurie Bleue         | Delahaye 145        |       | Brez dirkalnika | 13     |